# فرخنده نگین‌پولکی
فرخنده نگین‌پولکی (نام علمی: Tangara nigroviridis) یک پرنده آوازخوان کوچک در شمال آند است.

## زیستگاه و پراکندگی
فرخنده نگین‌پولکی در دامنه‌های شرقی رشته کوه آند از کلمبیا از طریق اکوادور و پرو تا بولیوی یافت می‌شود. در اکوادور، در ارتفاعات بین ۷۰۰–۲٬۵۰۰ متر (۲٬۳۰۰–۸٬۲۰۰ فوت) زیست می‌کند، در حالی که در پرو تا حدودی بالاتر - از ۱٬۵۰۰–۲٬۹۰۰ متر (۴٬۹۰۰–۹٬۵۰۰ فوت) است. در جنگل‌های مرطوب کوهستانی و رشد دوم یافت می‌شود.